# NGC 1396
NGC 1396 je galaksija u zviježđu Eridan.

## Vanjske poveznice
- SEDS: NGC 1396